# Quatrième philosophie
La Quatrième philosophie (aussi appelée Quatrième secte ou mouvement de Judas le Galiléen) est le nom que Flavius Josèphe donne au mouvement créé par Judas de Gamala lors du mouvement de révolte juif contre le recensement de Quirinius en 6 de notre ère, lorsque l'ancienne ethnarchie d'Hérode Archélaos est devenue la province de Judée directement administrée par des gouverneurs romains. Il distingue ce mouvement d'idée des trois autres « sectes » qui selon lui composent alors la société juive : les Sadducéens, les Pharisiens et les Esséniens.
Le groupe de Judas insiste sur la notion de liberté et celle de la royauté absolue et exclusive du Dieu d'Israël et exalte un sentiment patriotique doublé d'une attente de libération eschatologique par Dieu.
Le mouvement survit à la mort de son principal créateur et se prolonge dans l'action de ses fils et petit-fils qui jouent un grand rôle dans le déclenchement de la Grande révolte juive (66), et sont alors les chefs du groupe des Sicaires. Toutefois certains critiques estiment qu'il donne naissance au mouvement zélote, dont « sicaire » ne serait que le nom péjoratif, ce qui ne fait pas consensus. Les historiens s'accordent toutefois pour dire que tous ces groupes ont des positions extrêmement proches les unes des autres.
Le dernier épisode de la révolte juive est la résistance des défenseurs de la forteresse de Massada, dirigés par Éléazar fils de Jaïr, un petit-fils de Judas le Galiléen (74). Des Sicaires, probablement sans lien avec le groupe créé par Judas, semblent resurgir lors de la révolte de Bar Kokhba (132-135).
Les historiens considèrent que parmi les groupes d'opposition aux pouvoirs établis, c'est celui qui est le mieux connu.

## Difficultés
Flavius Josèphe présente Judas le Galiléen (ou Judas de Gamala) comme un « philosophe », chef d'une « secte », qu'il appelle « quatrième philosophie », mais sans rapport avec les trois autres « sectes » du judaïsme qu'il mentionne : les Sadducéens, les Pharisiens et les Esséniens. Il blâme les partisans de Judas, les rendant responsables du déclenchement de la Grande révolte juive et de la destruction du Temple de Jérusalem. Bien que la notice de Josèphe au sujet de ce mouvement soit extrêmement brève, les historiens considèrent que c'est le groupe d'opposition aux pouvoirs établis le mieux connu tant l'imprécision et la confusion terminologique sont grandes à l'égard des Sicaires, des Zélotes et des Esséniens, alors que Josèphe observe un total silence au sujet des autres groupes oppositionnels comme les Baptistes ou les Nazôréens (le mouvement créé par Jésus de Nazareth). De plus, Flavius Josèphe introduit une confusion terminologique supplémentaire car outre « Sicaires » et « Zélotes », il fait aussi usage des termes de « bandits » et de « brigands », s'appropriant ainsi « le vocabulaire discriminatoire des Romains. »
Toutefois, une version de la notice utilisée par Flavius Josèphe au sujet des Ésséniens, que l'on trouve dans un texte attribué à Hippolyte de Rome, dit que tant les Sicaires, les Zélotes et ce qui semble être la Quatrième philosophie, sont issus du mouvement essénien, qui se serait séparé en quatre tendances,. Cette notice vient donc contredire Flavius Josèphe qui présentait presque ce mouvement comme un corps étranger au judaïsme. D'autre part, elle vient aussi contredire les descriptions idéalisées des Esséniens par Josèphe et Philon d'Alexandrie, qui insistaient pour les présenter comme des pacifistes. En revanche, elle tend à confirmer la réelle nature des Esséniens qui ont stocké les manuscrits de la mer Morte à Qumrân et qui avait semblé si étonnante lorsque les manuscrits ont été publiés.
En plus de cette confusion terminologique et de cette incertitude sur l'origine de la Quatrième philosophie, des Sicaires et des Zélotes, le problème a été « complexifié par les nombreux critiques qui s'y sont intéressés avec un objectif plus ou moins déclaré, consistant à éloigner la perception historique de Jésus de Nazareth des eaux troubles de toute révolte sociale à caractère violent,. »

## Idéologie
Alors qu'il consacre près de douze chapitres à décrire, de façon idéalisée, les croyances et les pratiques des Esséniens, Flavius Josèphe expédie la description de la Quatrième philosophie en deux phrases, en expliquant que « comme bien des gens ont été témoins de la fermeté inébranlable avec laquelle ils subissent tous ces maux, [il] n'en dit pas davantage ». Sur ce sujet, il se contente de dire que les partisans de Judas « s'accordent en général avec la doctrine des Pharisiens » dont il vient de donner quelques traits. Il consacre toutefois un chapitre à décrire l'action du groupe de Judas contre le recensement (6 apr. J.-C.). Il ne consacre aucune notice, ni aux Zélotes, ni aux Sicaires. Toutefois, il y a quasi-unanimité chez les historiens pour considérer que l'appellation « Sicaires » désigne très souvent le groupe de Judas et que les Sicaires dont il parle après le déclenchement de la révolte, sont les héritiers du groupe de Judas, dirigés par ses fils et petit-fils.
Ce qui caractérise la doctrine du groupe de Judas le Galiléen « c'est essentiellement la notion de liberté et celle de la royauté absolue et exclusive du Dieu d'Israël », expression de l'attente d'une rédemption ou d'une libération eschatologique par Dieu. Selon Josèphe, « les genres de mort les plus extraordinaires, les supplices de leurs parents et amis les laissent indifférents, pourvu qu'ils n'aient à appeler aucun homme du nom de maître. » Ses adeptes préconisent l'action violente contre les Romains afin d'aider la venue de cette rédemption. Ce qui permet « la légitimation du pillage des biens des riches, considérés comme les alliés des pouvoirs établis. » Simon Claude Mimouni estime que l'accord avec « la doctrine des Pharisiens » dont parle Josèphe, indique que Judas partage certains points de vue des pharisiens en matière de pureté rituelle. D'autres critiques comme Robert Eisenman estiment que ce dont parle Josèphe, c'est uniquement ce qu'il vient de citer concernant les Pharisiens: mépris « des commodités de la vie », « honneurs à ceux qui sont avancés en âge », prédestination de la vie humaine tempérée par le fait que Dieu laisse à la volonté de l'Homme « le pouvoir de se diriger vers la vertu ou vers le vice », croyance « à l'immortalité de l'âme ».
Son groupe est animé « par la conviction que la rédemption prophétique ou messianique est imminente : c'est-à-dire que le renversement des grands de ce monde est proche » — comme le seront plus tard ceux des Sicaires et des Zélotes — ainsi que « par la passion de la liberté, certainement héritée du modèle des Macchabées. » Selon les membres du groupe la présence des Romains est une souillure de la « terre d'Israël » et tolérer le pouvoir romain sur la Judée est une offense faite à Dieu.
Les membres du groupe de Judas le Galiléen cherchent à hâter l'intervention divine en « purifiant » le pays, au besoin par la violence. Pour eux, « le combat contre Rome censé être purificateur et sanctificateur » doit d'abord être mené au sein de la nation juive en éliminant physiquement ceux qui acceptent ou souhaitent le maintien de la domination romaine sur la Judée. C'est ainsi qu'ils tentent de mener « une guerre sainte contre l'occupant romain » passant par une politique de liquidation des collaborateurs juifs avec le pouvoir romain. Ce groupe « reste incompréhensible si on ne le replace pas dans un contexte social et radicalement eschatologique ». L'époque est en effet marquée « par l'apparition de nombreux prétendants prophètiques et messianiques. »
En au moins deux occasions — après la mort d'Hérode le Grand (4 av. J.-C.) et en 66 lors de l'entrée de Menahem au Temple de Jérusalem, au début de la Grande révolte — « une doctrine messianique de type royal semble avoir été développée par le groupe. »

## Histoire

### Révolte contre le recensement
Selon Flavius Josèphe, Judas le Galiléen (ou Judas le Gaulanite, ou Judas de Gamala) s'associe avec un Pharisien nommé Sadok (le Juste)  pour s'opposer au recensement de Quirinius à l'aide d'arguments religieux (6 apr. J.-C.). Judas suscite une révolte contre ce recensement fiscal qui marque l'entrée officielle de la Judée dans le système provincial romain. Selon Josèphe, c'est à cette occasion que s'est formé le groupe ayant à sa tête Judas de Gamala créant une « IVe philosophie » distincte des Sadducéens, des Pharisiens et des Esséniens. Judas et Sadok s'opposent au grand prêtre Joazar de la famille boëthusienne, partisan de la soumission.
Il est possible que Judas soit un fils du « chef de bande » Ézéchias (Hizkiya) tué par Hérode alors que celui-ci n'était que stratège de Galilée en 47 - 46 avant notre ère,. La majorité des critiques estiment que ce Judas fils d'Ézéchias est le même que celui qui déclenche en Galilée une révolte à la mort d'Hérode le Grand (4 avant notre ère). Il n'y a toutefois pas un consensus total sur ce sujet, car le témoignage de Josèphe « n'est pas d'une claire évidence. » Lors de cette révolte, Judas est l'un des trois « messies » qui surgissent pour revendiquer la succession royale. Judas le Galiléen et ses descendants appartiennent à ce qui a parfois été appelé « une dynastie » de révoltés opposés aux Hérodiens et aux Romains, à l'instar des Hérodiens ou des Hasmonéens, bien que cela puisse paraître exagéré.
C'est lors de la révolte contre le recensement que Judas et ses partisans « animés par des idéaux insufflés par les Macchabées lors de leur insurrection en 167 av. J.-C., a rencontré certains cercles pharisiens intransigeants » et a élaboré une idéologie nouvelle selon laquelle « tolérer le pouvoir romain sur la Judée se transforme nécessairement en offense faite à la souveraineté de leur dieu sur la « terre d'Israël ». »
Josèphe ne relate pas la mort de Judas, ce sont seulement les Actes des Apôtres (5, 37) qui indiquent lapidairement qu'il aurait péri et que ses partisans ont été dispersés. Cette information se trouve dans le discours de Gamaliel devant le Sanhédrin, afin de défendre certains apôtres qui viennent d'être arrêtés. Judas y est présenté comme un exemple de chef messianique ayant échoué. La plupart des critiques estiment que sa mort serait intervenue à la suite de la révolte au sujet du recensement et que les Actes des Apôtres se trompent, alors que d'autres critiques estiment qu'il n'est pas impossible que comme l'indique Gamaliel, Judas soit mort après Theudas (mort vers 44-46). Il aurait alors été tué à la suite de la révolte qui provoque la
crucifixion de deux de ses fils, Simon et Jacob (vers 45 - 48) (Antiquités judaïques, 20.5.2 102), car Flavius Josèphe ne mentionne sa mort à aucun moment. Il est en tout cas établi que le groupe de Judas lui a survécu et toute sa famille semble y avoir pris une grande part. L'épisode de Jésus Bar Abbas relaté dans les évangiles pourrait être un indicateur de la poursuite de l'activité du groupe. La crucifixion de deux de ses fils sur ordre de Tiberius Alexander montre que le groupe héritier de Judas a été actif dans la province romaine de Judée dirigée à cette époque par ce procurateur (Antiquités 20.5.2 102). Le roi Agrippa Ier vient de mourir — peut être empoisonné par Marsus, le légat de Syrie —, le royaume de Judée est redevenu une province romaine, de plus une famine se développe en Palestine. Cette situation ne manque pas de créer des troubles ainsi que des mouvements de solidarité, comme celui d'Hélène d'Adiabène et de ses fils. Le fait que Simon et Jacob aient été exécutés par crucifiement indique clairement qu'ils se sont révoltés.

### Grande révolte
À partir du déclenchement de la Grande révolte juive (66), Flavius Josèphe présente un autre des fils de Judas, Menahem, comme le chef des Sicaires. C'est aussi à partir de ce moment qu'apparaît chez Josèphe l'appellation « Zélotes ». Toutefois, les Sicaires sont mentionnés dès 56 chez Flavius Josèphe, à l'époque du procurateur Antonius Felix lorsqu'ils assassinent le grand prêtre Jonathan ben Hanan. Ils organisent et pratiquent ensuite ce type d'assassinats politiques jusqu'au déclenchement de la révolte. Il y a toutefois de bonnes raisons de remettre en question les indications de Josèphe induisant que Judas le Galiléen aurait été le fondateur des Sicaires, « car c'est probablement basé partiellement sur ses propres déductions et partiellement sur son hostilité envers les « insurgés ». » Il n'y a pas de raison de penser que tous les groupes qui sont visés par ce terme avant le déclenchement de la révolte faisaient partie d'une seule organisation. En 66, Menahem rassemble de nombreux hors-la-loi sous ses ordres et envahit par surprise la forteresse de Massada, exterminant la garnison romaine qui l'occupe. Il donne ainsi le signal du déclenchement de la révolte. Il vient alors renforcer les insurgés de Jérusalem et aide à prendre le Palais d'Hérode. Allié à Éléazar fils d'Ananias, commandant du Temple, un des chefs zélote et fils du grand-prêtre Ananias de Zébédée, ils assiègent la garnison romaine dans la forteresse Antonia. Menahem n'assiste pas à la reddition des forces romaines qui intervient juste après sa mort.
Menahem prend pendant une brève période la direction de tous les insurgés. Cela permet à ses partisans, aidés par certains Zélotes d'éliminer beaucoup de modérés, partisans d'un compromis avec les Romains. Il fait ainsi tuer plusieurs personnalités de Jérusalem dont le grand-prêtre Ananias, père de son allié.

### Affrontements Zélotes - Sicaires

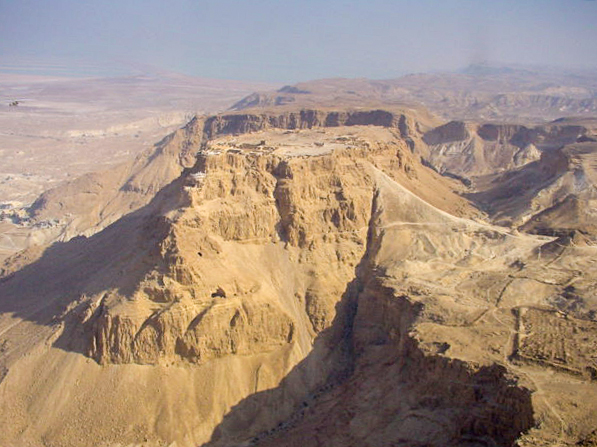
Massada où les Sicaires commandés par Éléazar fils de Jaïr se suicident en 73-74 pour échapper à la servitude.

Mais Éléazar fils d'Ananias fomente rapidement une conspiration pour se débarrasser de celui qui est devenu son ennemi et rival. Ses anciens alliés du parti zélote le soupçonnent « d'avoir des prétentions à la royauté d'un type plus ou moins messianique » et veulent aussi probablement venger la mort du père et de l'oncle de leur chef. Ils attaquent par surprise Menahem et ses partisans à coup de pierres alors que celui-ci se rend en grande pompe au Temple, « paré comme un roi » selon l'expression de Flavius Josèphe. « La lapidation était la manifestation d'un déni de légitimité. » Il parvient toutefois à s'échapper et se cache sur le versant de l'Ophel où il est capturé. Il est torturé et exécuté en même temps que ses gardes,. Cet assassinat provoque l'émiettement de la révolte en plusieurs bandes rivales, ouvrant ainsi une guerre civile sans pitié entre les différentes sectes juives. Accompagné d'un petit nombre de sicaires, un petit-fils de Judas de Gamala, Eléazar « parvient à se faufiler » jusqu'à la forteresse de Massada dans laquelle ils se réfugient (Guerre des Juifs, II, § 448). Eleazar Ben Yair (Éléazar fils de Jaïr) devient alors le chef des Sicaires. À partir de ce moment, le groupe semble moins offensif durant le reste de la révolte. Il donne toutefois refuge à Simon Bargiora et aide son groupe. La forteresse de Massada semble être une des dernières poches de résistance des révoltés. En 73 ou 74, les défenseurs, toujours dirigés par Éléazar fils de Jaïr préfèrent se donner la mort dans un suicide collectif devenu célèbre, plutôt que d'accepter la servitude. Des Sicaires, probablement sans lien avec le groupe créé par Judas, semblent avoir ressurgi lors de la révolte de Bar Kokhba (132-135).

## Rapport avec les autres groupes

### Sicaires etIVephilosophie
Chez Flavius Josèphe, les Sicaires semblent représenter, à partir des années 50, le renouveau de la « Quatrième philosophie » de Judas le Galiléen. Ils sont apparemment constitués d'une seule branche, celle fondée par Judas le Galiléen, connu aussi sous le nom de Judas de Gamala. L'expression de leur attente d'une rédemption ou d'une libération eschatologique par Dieu les conduit à préconiser l'action violente contre les Romains afin d'aider la venue de cette rédemption. Pour eux, cela légitime le pillage des biens des riches, accusés d'être les complices des pouvoirs établis. Ils poussent la défense de la liberté jusqu'au sacrifice et préconisent une royauté absolue et exclusive, celle du Dieu d'Israël.
Tout comme les Sicaires, le groupe de Judas le Galiléen est animé « par la conviction que la rédemption prophétique ou messianique est imminente : c'est-à-dire que le renversement des grands de ce monde est proche ». Comme le seront les Zélotes qui apparaissent à un moment indéterminé. Tous ces groupes considèrent que la présence des Romains est une souillure de la « terre d'Israël » et que tolérer le pouvoir romain sur la Judée est une offense faite à Dieu.
L'existence de ce type de groupes n'est explicable que dans le « contexte social et radicalement eschatologique » existant dans le judaïsme palestinien de l'époque qui voit « l'apparition de nombreux prétendants prophètiques et messianiques. ».

### Sicaires et Zélotes
Les chercheurs sont extrêmement divisés au sujet du mouvement Zélote, de ses rapports avec les autres groupes, du moment où il a été créé, ainsi que du mouvement dont il est issu: soit les Pharisiens, soit les Esséniens.
Bien que Flavius Josèphe n'utilise pas « le terme de « zélote » à propos de Judas le Galiléen, la filiation de son groupe avec les Zélotes ne paraît guère faire de doute pour certains critiques. » Après avoir utilisé le terme de « IVe philosophie », Josèphe désigne par la suite ce même groupe, de manière contradictoire, par l'appellation « sicaire » et non par celle de « zélotes ». Chez Flavius Josèphe, le terme Sicaire apparaît en 56, à l'époque du procurateur Antonius Felix lorsqu'ils assassinent le grand prêtre Jonathan ben Hanan, alors que le terme Zélote n'apparaît qu'après le déclenchement de la Grand révolte (66).
Selon Simon Claude Mimouni, malgré cette confusion terminologique de Flavius Josèphe, on est certain que l'appellation « sicaire » vient des Romains et que l'appellation « zélotes » vient des Juifs. Certains critiques estiment d'ailleurs que ces deux noms sont les appellations externe et interne du même mouvement.

#### Les Zélotes sont issus du groupe de la Quatrième philosophie
Une partie des historiens estiment ainsi que les membres du groupe de Judas de Gamala revendiquaient pour eux-mêmes le titre de Zélotes. Pour Gérard Nahon, l'apôtre Simon le Zélote mentionné dans le Nouveau Testament était l'un d'eux et Jésus, crucifié entre deux « brigands », a peut-être été « considéré comme zélote par Pilate, qui venait de faire exécuter des Galiléens (évangile selon Luc, XIII, 1). » « Galiléens » est un autre nom utilisé pour désigner la mouvance de Judas le Galiléen (voir ci-dessous, le chapitre Mouvement Galiléen). Pour André Paul, Simon « comme d'autres apôtres du Christ », devait être un ancien zélote.
Les Sicaires paraissent issus d'une radicalisation intellectuelle de certains « sages », alors que les Zélotes semblent issus de la radicalisation de certains « prêtres », « ce qui ne les empêch[e] pas de recruter leurs partisans parmi les classes les plus pauvres de la société. » Toutefois Simon Claude Mimouni, estime qu'il y a lieu de « nuancer cette conception à cause de la carence de la documentation, même si elle est en partie exacte. »

#### Sicaire et Zélote sont les noms d'une des quatre tendances d'Esséniens
Comme les chercheurs ci-dessus, pour les partisans de cette thèse, « Sicaire » est un nom péjoratif donné par les Romains a un ensemble de révoltés juifs et en particulier aux Zélotes. De même, pour eux le mouvement des Zélotes naît à un moment quelconque du Ier siècle bien antérieur au déclenchement de la Grande révolte et c'est pour une raison inconnue que Flavius Josèphe n'utilise ce terme qu'après le déclenchement de la révolte. Il s'agit probablement de satisfaire les instructions de ses commanditaires Vespasien et Titus.
Une notice sur les Esséniens qui semble plus complète que celle fournie par le texte de Flavius Josèphe dit explicitement que les Zélotes, parfois aussi appelés Sicaires, sont une tendance tardive issue des Esséniens (voir le § Origine du mouvement, ci-dessous). Cette notice, écrite dans un texte attribué à Hippolyte de Rome, donne aussi des indications qui montre que la Quatrième philosophie serait aussi une des quatre tendances d'Esséniens. Pour Robert Eisenman, cette notice d'Hippolyte permet de résoudre les contradictions que l'on a trouvé entre les descriptions idéalisées des Esséniens par Josèphe et Philon d'Alexandrie et les manuscrits de la mer Morte.

#### Les Zélotes ne se créent qu'au début de la Grande révolte
En dehors des attestations du Nouveau Testament concernant Simon le Zélote dans les années 30, au Ier siècle l'appellation « Zélotes » n'existe que chez Flavius Josèphe. L'autre apôtre surnommé Judas le Zélote, ne l'est que dans des textes qui s'étagent du IIIe au VIe siècle. Le groupe Zélote n'est mentionné sous ce nom qu'au moment de la révolte de 66 - 74. Toutefois pour Simon Claude Mimouni, l'appellation « Simon le Zélote » ne renvoie pas au groupe de Judas, mais signifie simplement « Simon le Zélé ». Pour lui, le groupe des Zélotes n'existe pas à l'époque de Jésus, mais son mouvement a toutefois pu relever « d'un de ces mouvements d'opposition de la société installés tant en Galilée qu'à Jérusalem — c'est en tout cas ainsi qu'il a été compris par certains de ses disciples, et notamment par ses frères dont le premier d'entre eux est Jacques — Autrement dit Jésus a très bien pu être l'un de ces révoltés qui ont été si nombreux à son époque. »
Pour des historiens comme Mireille Hadas-Lebel ou Christophe Mézange, les héritiers du mouvement Galiléen sont les Sicaires, alors que les Zélotes sont « les jeunes prêtres qui à la veille de la guerre, rejettent les sacrifices offerts au Temple pour le compte de Rome et de l'empereur (Guerre des Juifs, II, 17, 409) », dont le chef est Éléazar fils d'Ananias et qui d'après eux seraient des disciples de l'école de Shammaï. Une rupture entre ces deux groupes intervient dès le début de la révolte et donc des Pharisiens. Toutefois, Robert Eisenman fait remarquer que le seul groupe dont des écrits connus rejettent les sacrifices faits par des Gentils est celui qui est l'auteur de la centaine d'écrits dits « sectaires » faisant partie des Manuscrits de la mer Morte et dont au contraire les pires ennemis sont les Pharisiens.
Selon Simon Claude Mimouni, « il est probable qu'il faille clairement distinguer les Sicaires des Zélotes » et que le mouvement de Judas le Galiléen relevait de la première entité plutôt que de la seconde. Les Sicaires comme les Zélotes reprennent l'idéologie de la « IVe philosophie » qui rend illégal sur le plan religieux le seul fait d'accepter la domination romaine et qui prône « une guerre eschatologique au caractère irréversible contre « l'empire du mal ». » Les historiens qui n'identifient pas les Zélotes avec le groupe de Judas le Galiléen estiment néanmoins que l'idéologie zélote n'a pu se construire qu'au contact des partisans du groupe de Judas.

## Origine du mouvement
Comme cela a été dit, il n'y a pas de consensus au sujet de la nature effective du mouvement de Judas de Gamala et sur le moment où le mouvement Zélote a été créé. Toutefois en s'appuyant sur une version peu connue de ce qui semble être la notice utilisée par Flavius Josèphe, certains critiques ont émis l'hypothèse qu'aussi bien le mouvement de Judas de Gamala, que les Sicaires et les Zélotes sont issus des Esséniens. Un texte attribué à Hippolyte de Rome (Réfutation de toutes les hérésies, IX, § 26), retrouvé au XIXe siècle, paraît s'appuyer sur la même notice que Flavius Josèphe dans la Guerre des Juifs à leur propos. Toutefois, à l'endroit où la notice de Josèphe sur les Esséniens rapporte leur division en « quatre lots » ou « quatre classes », dans celle-ci on trouve la définition des « quatre catégories » d'Esséniens :

« Certains d'entre-eux en effet, poussent les pratiques à l'extrême, jusqu'à ne pas tenir en main une pièce de monnaie, déclarant qu'il ne faut ni porter, ni regarder, ni fabriquer d'effigie ; aussi nul de ceux-ci n'ose même entrer dans une ville, de peur de franchir une porte que surmontent des statues, estimant qu'il est sacrilège de passer sous des images. Certains autres d'entre-eux, lorsqu'ils entendent un individu discourir sur Dieu et sur ses lois, s'assurent, s'il est incirconcis, que cet individu est seul dans un endroit, puis ils le menacent de l'assassiner, s'il ne se laisse pas circoncire : s'il ne veut pas obtempérer, loin de l'épargner, on l'égorge : c'est de cela, étant donné ce qui se passe, qu'ils ont reçu leur nom, celui de Zélotes ou de la part de quelques-uns, celui de Sicaires. D'autres encore parmi eux refusent de donner à personne le nom de maître, sauf à Dieu. »

Dans cette version quatre groupes d'Ésséniens sont identifiés et non quatre classes et ils se seraient créés au fil du temps. Les Zélotes seraient donc rattachés aux Esséniens, dont ils seraient une émanation tardive et avec laquelle ils refuseraient de frayer. Ceux qui « refusent de donner à personne le nom de maître, sauf à Dieu » seraient les membres de la quatrième philosophie puisque c'est la définition que donne Josèphe pour ce groupe, disant qu'ils sont prêts à subir « les genres de mort les plus extraordinaires » et que « les supplices de leurs parents et amis les laissent indifférents, pourvu qu'ils n'aient à appeler aucun homme du nom de maître. »
Selon André Dupont-Sommer, la notice d'Hippolyte est étroitement parallèle à celle de Josèphe et semble en être un abrégé. Robert Eisenman estime que soit les deux auteurs ont utilisé une source commune, soit l'auteur en est Josèphe lui-même pour sa version de la Guerre des Juifs en araméen et que ce passage a été volontairement omis dans les versions en grec. Pour lui, ce que Josèphe semble avoir fait pour définir la Quatrième philosophie, c'est couper ce qui décrivait l'un des quatre groupes d'Esséniens dans sa notice initiale pour l'écrire comme définition du mouvement de Judas de Gamala.
Pour Eisenman, cette notice d'Hippolyte permet de résoudre les contradictions que l'on a trouvées entre les descriptions idéalisées des Esséniens par Josèphe et Philon d'Alexandrie et les manuscrits de la mer Morte, où le groupe qui écrit — identifié à des Esséniens — est littéralement obsédé par les « féroces Kittim », derrière lesquels on reconnaît aisément les Romains et dont de nombreux écrits parlent de guerres apocalyptiques (en) qu'il faudra mener contre eux. Philon d'Alexandrie et Josèphe insistaient en effet sur l'aspect que l'on pourrait qualifier de « non violent » de la doctrine des Esséniens, les conduisant même jusqu'à refuser de posséder des armes. Ils soulignent que lorsqu'ils voyageaient, les Esséniens n'emportaient que des armes défensives et Philon indiquait que pas un seul d'entre-eux ne fabriquait d'armes. Cela lèverait la principale objection d'un certain nombre d'historiens, comme Norman Golb, Michael Wise, ou André Paul qui les avait conduits à douter que la secte de la mer Morte soit les Esséniens, dont certains faisaient remarquer qu'outre à Qumrân, le seul endroit où l'on a retrouvé des manuscrits appartenant au même mouvement était la forteresse de Massada, qui a toujours été contrôlée par les Sicaires et/ou les Zélotes, ce qui selon eux permettait de savoir qui étaient ceux qui lisaient ces rouleaux au moment de la Grande révolte juive, (66-74). D'autre part, si ceux qui occupaient Qumrân au moment de l'arrivée des Romains étaient en accord avec les manuscrits comme cela est très largement admis, l'archéologie montre qu'ils ont résisté,. Les manuscrits retrouvés à Qumrân étaient sur ce point tellement différents de ce que disaient Philon et Josèphe que certains commentateurs, comme G. R. Driver ou Cecil Roth ont même proposé d'identifier les auteurs de ces manuscrits à des Zélotes.

## «Banditisme» ou «résistance»
Le problème des Sicaires et des Zélotes « relève aussi du phénomène des bandits et des résistants dans la Palestine romaine avant la première révolte. » Pour désigner les membres de ces groupes, Flavius Josèphe introduit une confusion terminologique car outre « Sicaires » et « Zélotes », il fait aussi usage des termes de « bandits » et de « brigands », utilisant le mot grec lestaï. Il s'approprie ainsi « le vocabulaire discriminatoire des Romains, semblant vouloir ignorer les motivations sociales et politiques qui ont pu animer certains membres des groupes qu'il décrit. » Dans la littérature talmudique, au mot grec lestaï correspond le mot birioné ou bariona.
Les termes utilisés par Flavius Josèphe « montrent que ces bandits sont parfois considérés par le peuple comme des résistants et que leur refus de l'autorité s'appuie sur une attente eschatologique et messianique. » Le banditisme ou la résistance s'est maintenu dans certaines régions de la Palestine. C'est « une conséquence des difficultés économiques conduisant à l'endettement des paysans et au chômage des artisans et des ouvriers. » Ce phénomène est une des constantes des réalités sociales de l'Antiquité romaine, plutôt général dans l'Empire romain et ne touchant pas exclusivement la Palestine. Il provoque une véritable insécurité des campagnes. Pour bien comprendre ce phénomène, il faut probablement « remonter au IIe siècle av. J.-C. et à l'insurrection macchabéenne qui, d'un certain point de vue en relève. »
En Palestine, la Galilée est le principal foyer de cette agitation. En 47 - 46 avant notre ère alors qu'il n'est encore que stratège de Galilée,, Hérode est obligé de lutter contre Ézéchias, un insurgé galiléen dont les coups de main allaient jusqu'à harceler la ville de Tyr. C'est encore en Galilée que son fils Judas conduit l’attaque de la garnison romaine de Sepphoris (7 km au nord de Nazareth) et s'empare de son arsenal, indiquant ainsi ses prétentions messianiques à la succession d'Hérode le Grand qui vient de mourir (4 avant notre ère). Malgré son échec, « il dirige encore une nouvelle révolte en 6 de notre ère, lors de la déposition d'Archélaos, contre le recensement du légat Quirinius et ensuite contre l'administration du préfet Coponius (v. 6 à 9). »
De la mort d'Hérode au déclenchement de la Grande révolte, les troubles ne cessent guère. Le phénomène semble s'amplifier à chaque changement de statut de la région, l'espoir dans une amélioration des conditions sociales et fiscales étant à chaque fois déçu. « Bien souvent alternent soulèvements populaires et provocations des autorités romaines. » Ces émeutes insurrectionnelles présentent un caractère répétitif, en apparence anecdotique. Toutefois, « le temps fait son œuvre parmi les élites religieuses et politiques judéennes ». La multiplication des interventions des notables auprès des autorités romaines, pour « défendre les intérêts du peuple et sans doute aussi les leurs » entre 52 et 66 en est l'illustration. Lorsque vers 60, Néron décide que Césarée est une ville grecque — ce qui a pour effet de déchoir du droit de citoyenneté les Juifs de la ville, qui faisaient d'eux les égaux des Grecs — les affrontements entre Juifs et Samaritains reprennent de plus belle.
Tout concourt à exacerber les tensions et on peut considérer qu'à partir du début des années 60 la Palestine est en état de révolte. « Au milieu des années 60 la classe dirigeante judéenne semble rompre ouvertement avec les autorités romaines. » « En se plaçant à la tête du soulèvement de 66, la classe dirigeante judéenne semble vouloir espérer regagner ce dont l'a privée sa collaboration avec Rome : le pouvoir et le prestige. »

## Mouvement Galiléen
Le mouvement de Judas le Galiléen est probablement à l'origine de la désignation de « Galiléen » pour l'une des sept sectes juives que les auteurs chrétiens comme Justin de Naplouse et Hégésippe mentionnent au IIe siècle,. Ce nombre de sept sectes est sans doute symbolique et ne reflète que la grande pluralité du judaïsme au début de notre ère,. À la suite de Nodet et de Taylor, François Blanchetière note que « le judaïsme galiléen se révèle fortement marqué pas ses attaches babyloniennes et par un puissant mouvement contestataire » qui se manifeste d'abord dans l'action d'Ézéchias, puis dans celle de Judas, dit le Galiléen et enfin par celle de Jean de Gischala dès le début de la Grande révolte en Galilée (66), avant que ce dernier devienne chef des Zélotes à Jérusalem (68-70).

### Jésus et le mouvement Galiléen
L'appellation « Galiléen » est bien moins péjorative que celle de « bandits » ou de « sicaires ». Toutefois, celle-ci semble désigner une mouvance plutôt qu'une secte précise. « Galiléen » « serait devenu le terme générique des Juifs qui se sont reconnus dans l'idéal politique et religieux de Judas, comme les sicaires ou bien d'autres mouvements proches des zélotes. »
Le mouvement créé par Jésus semble lui aussi avoir été appelé « galiléen », avant que l'appellation « nazôréens » (notzrim) ne s'impose en milieu araméophone. « Vers 90, en Épire, Épictète connaît un groupe d'hommes qu'il appelle « Galiléens », prêts à mourir, insensibles aux menaces de l'empereur Domitien ; à ses yeux, ces gens ne sont pas mus par la raison, mais par le fanatisme. » Alors que dans les langues occidentales les traductions du grec christianos (chrétiens) se sont imposées, François Blanchetière note que l'appellation « Galiléen » trouvée dans certains passages des évangiles se retrouve chez Épictète « mais surtout chez l'empereur Julien qui rédigera un Contre les Galiléens » dirigé contre les chrétiens « et qui selon une légende, se serait exclamé sur son lit de mort : Tu as vaincu, Galiléen ! » désignant ainsi Jésus Christ. Dans les Actes de Théodat d'Ancyre (31), les polythéistes appellent Jésus un « meneur de Galiléens ». De même, l'encyclopédie byzantine appelée la Souda indique que les chrétiens ont un temps été appelés « Galiléens »,. Chez Flavius Josèphe et dans le Nouveau Testament, l'épithète « galiléen » « désigne non seulement une province d'origine, mais au moins autant des courants dissidents qui refusent en particulier la domination romaine tout comme les compromissions du pouvoir de Jérusalem. » Dans les évangiles « Galiléens traduit ceux qui ont reçu la parole » comme en Jean 4, 45, et « Galiléen » au singulier est un quasi équivalent de disciple de Jésus (Jn 7, 52 ; Mc 14, 70) ; en revanche « Juifs » (Judéens) « traduirait ceux qui l'ont rejeté ». Par ailleurs, dans des sources juives polémiques comme les Toledoh Yeshu, les compagnons de Jésus sont toujours appelés les « peritsim », qui est en général traduit par « vauriens », mais dont Jean-Pierre Osier précise qu'une meilleure traduction serait « brigands ». C'est aussi cette appellation hébraïque que le Romain Sossionus Hierocles semble avoir traduit dans un texte perdu intitulé « Discours ami de la vérité contre les Chrétiens », mais cité par Lactance. Pour sa part Celse utilise l'appellation lestai (brigands) pour désigner les disciples de Jésus et qualifie Jésus de chef de sédition.